# Xavier de Torres
Javier ou Xavier Navarro de Torres, né en 1956 à Barcelone (Espagne) où il a été élevé, est un peintre, dessinateur et sculpteur espagnol.

## Biographie
Xavier Navarro de Torres dit Xavier de Torres (nom d'artiste), est le fils de Ramón Navarro del Río. Ses deux parents sont nés dans la province espagnole d'Almería : son père à Felix et sa mère à Torres. Il a étudié dans sa ville natale, à l'Escola d'Esplai et à l'Université A. Bellaterra "Rosa Sensat".
Il a travaillé à la Bibliothèque Rupert M. de Manresa (Barcelone), et a collaboré au projet audiovisuel "Drac Magic", dans des magazines d'art et des ateliers d'expression à Barcelone. Il a effectué un travail d'enseignant dans l'École de "Baix Llobregat" de Barcelone et dans l'École de Professorat d'Almería en Espagne, à l'UNIS de New York, et pour les communautés des samis en Norvège. Son travail pédagogique l'a amené à collaborer à quelques éditions du Festival Etnosur depuis 2002, en dirigeant l'Atelier Espantapiedras.
Grand voyageur, il a vécu à Barcelone, à Almeria, au Sahara, à Berlin, à New York, à Montréal et à Oslo. Depuis plus de 25 ans il réside et travaille à San José (Níjar) dans la province d'Almería, où il développe son œuvre picturale et sculpturale, en faisant connaître les valeurs traditionnelles de la terre, des outils agricoles, ses symboles, comme l'Indalo. Il expose sa peinture à Barcelone, Madrid, Almería et internationalement à New York, San Francisco (EUA) Montréal (le Canada), Berlin, Oslo, la Suisse.
Certaines de ses œuvres ont été accordées aux personnages du monde de la culture et de l'art (Joe Zawinul, Rosa María Calaf,Mario Benedetti, Diego Manrique, Jorge Pardo, “El Jueves”, Baltasar Garzón), ou des entités comme la Fondation Vicente Ferrer[pas clair].

## Des expositions permanentes
- Le Musée Archéologique "Luis Siret" d'Almería.
- La Caixa de Barcelone, l'Espagne.
- Monsieur fort . Pérez Rodríguez, Almería.
- Monsieur Jack Wait, Berlin / Miami.
- D'une forme permanente sa peinture trouve exposée dans Cartier (Californie), Savit's Center (New York), dans le "Explorer transatlantique et Voyager on the Seas du Royal Caribbean Cruisers" (Miami).
- 1994 Les Espaces Suristán, Madrid, l'Espagne. Une installation permanente de la Madère et une Pierre.
- 1995 Artist in Residence N.Y., New York (des USA).
- 1996 Le Parc Blanc le Marchand, Église St-Jaume (Barcelone). Un triptyque peint (une Fresque).
- Votres travaux dans une sculpture rurale et urbaine se trouvent dans le Château de Raymond Sain (Rodalquilar), le Palais Abacial et couvent de Capucins (Alcala la Real - Jaén).
- Dans un espace naturel qui comprend 70 un km. et 80 réunit t. dans une pierre, entre la Norvège et la Suède, le Projet Fiskelangs subventionné par elle une CEE[5].
- Le Jardin japonais dans la montagne St-Gervais-Nuevo Tanatorio de Barcelone dans 2005, avec Marina Salvador López. Cette œuvre participe au Prix Européen d'Espaces publics urbains dans 2006, organisé par Urban: le Centre de Culture Contemporaine de Barcelone[6].

## Des expositions
- 1976 la Galerie Astucieux. Un express, Gérone, l'Espagne
- 1979 La Caixa de Sitges, Barcelone, l'Espagne
- 1980 l'Institut Catalan Latino-américain, Coop, Barcelone, l'Espagne
- 1981 l'Installation Certain. Tau "Sommeil du Désert", Almería, l'Espagne
- 1982 Keller Club, Biel, la Suisse
- 1985 la Galerie Être Gris, Almería, l'Espagne
- 1986 Münchenstein, Performance, la Bâle, la Suisse
- 1987 la Galerie Argar, les "Peintures et les Sculptures", Almería, l'Espagne * 1988 Sale le Rectorat le (XVIe siècle), "l'Anthologie Dix Ans", Barcelone, l'Espagne
- 1989 Odo Walz Saloons, Berlin, l'Allemagne
- 1990 Galerie d ' Art Imagine, Montréal, le Canada
- 1991 la Galerie Jomfruburet, Oslo, la Norvège
- 1992 Le Parc Blanc le Marchand, Barcelone, l'Espagne
- 1997 Campari Bar (Art ' 97), la Bâle, la Suisse

## Des expositions dans une collaboration
- 1975 la Galerie Aixo. Pluc (avec Ferrán Maese, le sculpteur), Barcelone, l'Espagne
- 1979 l'École le Marchand Blanc (avec J. Minguet, un poète / un écrivain), Barcelone, l'Espagne
- 1983 Keller Club (avec Anne Marie Godat, une femme peintre), Biel, la Suisse
- 1983 la Nouvelle Acropole, le Palais Arabe d'Abrantes le (XIe siècle) (avec Anne M. Godat), Grenade, l'Espagne
- 1984 Alte Krone (avec Anne M. Godat), Biel, la Suisse

## Des expositions dans un groupe
- 1983 S.P. Société D'Art Suisse, Biel, la Suisse
- 1984 Travaux de le Nicaragua (S.P.S.A.S.), Biel, la Suisse
- 1986 Biennale de la Bâle 17.85, Bâle, la Suisse
- 1989 Montserrat Gallery, New York, EUA
- 1990 Galerie d'Art Imagine, Montréal, le Canada
- 1990 Montserrat Gallery, New York, EUA
- 1993 les Travaux pour UNICEF, Almería, l'Espagne

## Sélection
- les "Musiciens", une oleo, 1995 - 1996, 160x170 un cm
- "l'Ibérie", une huile, 1995 - 1996, 105x130 un cm
- la "Tapisserie bleue", huile, 1996, 105x130 un cm
- "un Vitrage", huile, 1996, 105x130 un cm
- la "Tapisserie rouge", huile, 1996, 105x130 un cm
- la "Sculpture en bois", huile, 1995, 105x130 un cm
- "Aliga", une pierre, 17 kg, 40x20x20 un cm
- "un Buste", pierre, 8 kg, 70x25x25 un cm
- "un Indien", un bois - je ferre, 30 un kg, 100×25×25 cm
- "Vierge", une pierre, 100 kg, 100×40×25 cm
- "Sans titre", une huile, 1996, 105x135 un cm
- "le Bleu, bleus", une huile, 1996, 160x170 un cm
- les "Gens qui viennent du soleil", huile, 1996, 160x170 un cm
- "Les Gens qu'une huile vient de la mer", 1995, 1995 - 1996, 160x170 un cm
- "Hermétique de l'Automne", une huile, 1995 - 1996, 160x170 un cm
- la "vierge de Pierre", huile, 1996, 105x130 un cm
- "l'Afrique", une huile, 1992, 105x135 un cm
- La soledad del corazón, sculpture
- La muerte no está sola, sculpture, Festival Etnosur 2011[7]